# Joaquín Vidal Negre
Joaquín Vidal Negre (Llucena, 5 de maig de 1945) és un expolític valencià, diputat en la primera legislatura de les Corts Valencianes.
Treballà com a agent comercial i el 1971 fou enllaç del Sindicat Vertical al Banc Exterior d'Espanya a Onil. A les eleccions a les Corts Valencianes de 1983 fou escollit diputat a Corts Valencianes per Alacant, dins la llista de la Coalició Popular, però el 1985 es va passar al Grup Mixt. Vicepresident primer d'Unió Valenciana a Alacant, a les eleccions generals espanyoles de 1986 en fou candidat per Alacant, però no fou escollit.